# 小尼科巴爾島

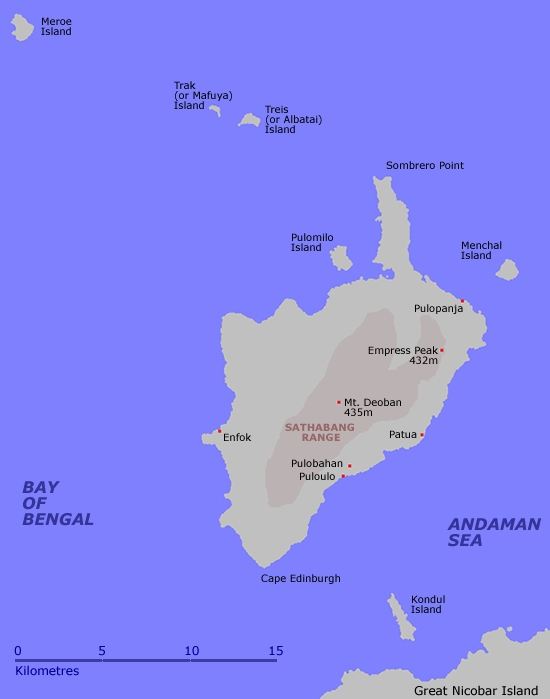

小尼科巴爾島是印度的島嶼，位於印度洋海域，距離卡徹爾島70公里，屬於尼科巴群島的一部分，長24公里、寬14公里，面積159.02平方公里，最高點海拔高度435米，2001年人口432。